# Winterswijk
Winterswijk (nizozemska izgovorjava: [ˌʋɪntərsˈʋɛik] (); znan tudi kot Winterswiek ali Wenters) je občina in mesto v vzhodni Nizozemski. Ima 28.903 prebivalcev in je v Achterhoeku, ki leži v skrajnem vzhodnem delu province Gelderland na Nizozemskem.
Znan je bil tudi kot Winethereswick, Winriswic ali Wenterswic; anglosaško wich ali wic pomeni bivalni prostor določene osebe. Oseba bi se verjetno imenovala Wenether, Winitar ali Winter.

## Geografija
Winterswijk je na vzhodu province Gelderland na vzhodu Nizozemske. Je del regije Achterhoek.

## Zgodovina
Ustanovljena okoli leta 1000 našega štetja je ostala izolirana kmetijska skupnost do leta 1830, ko je bila zgrajena cesta od Borkena do Zutphena prek Winterswijka in Groenla. Okoli leta 1840 so se mnogi izselili v Ameriko - zlasti Michigan. Po letu 1870 je mesto postalo središče tekstilne industrije, kot je predilnica in tkalnica, in dejansko je tovarna Tricot fabriek v času svojega razcveta zaposlovala velik delež lokalnega prebivalstva. Leta 1878 je bila zgrajena železniška proga do Zutphena predvsem za tekstilno industrijo, ki jo je postavil Jan Willink. Nekatere družine, kot je Willinkovi, so tam živele od leta 1284.

### Druga svetovna vojna in osvoboditev
31. marec 1945 je bil dan osvoboditve Winterswijka med drugo svetovno vojno. Preden je bilo mesto osvobojeno, je 30. marca potekala tankovska bitka v enem od okrožij, imenovanem Woold, s šestdesetimi tanki Sherman. 53. valižanska divizija in 3. britanska pehotna divizija sta se pomikali iz Bocholta preko Aaltena v Winterswijk. V tankovski bitki je življenje izgubilo šestnajst nemških in devet britanskih vojakov. 31. marca 1945 (veliki petek) so se zavezniške sile okoli devetih zvečer borile dobrih pet kilometrov južno od Winterswijka po okrepitvah iz NSB. 31. marca so prve zavezniške čete končno dosegle Slingestream blizu Winterswijka. 31. marec je označen kot uradni dan za spomin na osvoboditev Winterswijka, kljub dejstvu, da so bili pozno popoldne 31. marca že osvobojeni deli Miste in Woolda. Po osvoboditvi Winterswijka so ustanovili Center za počitek britanskih vojakov Sociëteit de Eendracht (Zonnebrink), kjer so si britanski vojaki, ki so prišli s fronte, lahko našli počitek. Britanska frontna črta se je aprila 1945 premikala proti severozahodu Nemčije.
Čeprav je bila judovska skupnost v Winterswijku med vojno močno zdesetkana, sinagoga še vedno obstaja. Vendar se redne službe ne izvajajo. Sinagoga je odprta za obiskovalce in vodene oglede.

## Pomembni prebivalci
- Piet Mondriaan (1872–1944), slikar, pionir abstraktne umetnosti 20. stoletja, živel v Winterswijku med 8. in 20. letom
- Willem van Otterloo (1907–1978), dirigent, violončelist, skladatelj
- Max van Dam (1910–1943), umetnik, slikar, umorjen v uničevalnem taborišču Sobibor
- Johanna Reiss (rojena 1932), nizozemsko-ameriška pisateljica, dolgoletna prebivalka New Yorka
- Bram Stemerdink (rojen 1936), politik, minister za obrambo 1976/77
- Gerrit Komrij (1944-2012) pesnik, romanopisec, kritik, novinar in dramatik
- Johan Houwers (rojen 1957) politik, nepremičninski posrednik in obsojen hipotekarni goljuf
- Herman Brock Jr. (rojen 1970) levičar nizozemskega bluegrassa, ameriškega in blues glasbenika
- Fleur Dorland (rojena 2005), nizozemska pevka

## Galerija
- Mestni trg v Winterswijku pred cerkvijo sv. Jakoba
- Wenterswiekova nova ulica
- Velik balvan - ledeniški kamen v kraju Woold, Winterswijk
- Stara mestna hiša v Winterswijku
- Hiša, v kateri je od leta 1880 do 1892 živel Piet Mondrian
- Mestna hiša Winterswijk